# The Panama Deception
The Panama Deception is een met een Oscar beloonde Amerikaanse documentaire uit 1992 van regisseurs Barbara Trent en David Kasper. De rolprent ging op 31 juli 1992 in première.

## Inhoud
The Panama Deception gaat over de ware redenen achter de Amerikaanse invasie in Panama in 1989. Hoewel de oorspronkelijke motivatie de bescherming van Amerikaanse militairen en het herstel van democratie heette, wilde de Verenigde Staten in werkelijkheid haar regelgeving met harde hand doorvoeren in het Centraal-Amerikaanse land, nadat Manuel Noriega onbruikbaar werd. In plaats van op de indertijd gemaakte mediaverslaggeving, baseert The Panama Deception zich met name op getuige-verslaggeving en deskundigen. Er is ruim aandacht voor de media-manipulatie en zelfcensuur die de Amerikaanse bevolking een ander beeld voorschotelde, dan wat er zich in werkelijkheid afspeelde.
De volledige versie van The Panama Deception duurt 91 minuten. Actrice Elizabeth Montgomery verzorgt de voice-over.

## Prijzen
- Academy Award voor Beste Documentaire

## Dvd
The Panama Deception kwam op 25 september 2007 in de Verenigde Staten op dvd uit.